# سبدگردان
سبد گردان، مدیر سبد یا مدیر پرتفوی (په انگلیسی گفته می‌شود portfolio manager یا مختصراً PM) یک کارشناس حرفه‌ای‌ی بورس است که مسئول انجام فعالیت های سرمایه گذاری و تصمیم گیری در مورد سرمایهء موسسات یا اشخاص است.

## سبدگردانی در ایران
تعداد سبدگردانان دارای مجوز رسمی از سازمان به 124 شرکت تا اردیبهشت 1404 رسیده است.

## سرچشمه
1. ↑  Conroy, Robert M. (2014). CFA Institute Level I: Corporate Finance & Portfolio Management. p. 237.
2. ↑  "Portfolio manager". Wikipedia (به انگلیسی). 2021-03-15.
3. ↑  «نهادهای مالی دارای مجوز». نهادهای مالی دارای مجوز سازمان بورس.